# Taekwondo-Weltmeisterschaften 2017
Die 23. Taekwondo-Weltmeisterschaften der WTF fanden vom 24. bis 30. Juni 2017 in Muju, Südkorea, statt.

## Ergebnisse

### Männer
| Gewichtsklasse | Gold                        | Silber              | Bronze                 |
| -------------- | --------------------------- | ------------------- | ---------------------- |
| - 54 kg        | Kim Tae-hun                 | Armin Hadipour      | Vito Dell’Aquila       |
| - 54 kg        | Kim Tae-hun                 | Armin Hadipour      | Ramnarong Sawekwiharee |
| - 58 kg        | Jeong Yun-jo                | Michail Artamonow   | Carlos Navarro         |
| - 58 kg        | Jeong Yun-jo                | Michail Artamonow   | Jesús Tortosa          |
| - 63 kg        | Zhao Shuai                  | Mirhashem Hosseini  | Bradly Sinden          |
| - 63 kg        | Zhao Shuai                  | Mirhashem Hosseini  | Mahammad Mammadov      |
| - 68 kg        | Lee Dae-hoon                | Huang Yu-jen        | Wladimir Dalakliew     |
| - 68 kg        | Lee Dae-hoon                | Huang Yu-jen        | Ahmad Abughaush        |
| - 74 kg        | Maxim Chramzow              | Nikita Rafalowitsch | Masoud Hajji-Zavareh   |
| - 74 kg        | Maxim Chramzow              | Nikita Rafalowitsch | Qairat Sarymsaqow      |
| - 80 kg        | Milad Beigi                 | Anton Kotkow        | Damon Sansum           |
| - 80 kg        | Milad Beigi                 | Anton Kotkow        | Aaron Cook             |
| - 87 kg        | Alexander Bachmann          | Wladislaw Larin     | In Kyo-don             |
| - 87 kg        | Alexander Bachmann          | Wladislaw Larin     | Ivan Trajković         |
| + 87 kg        | Abdoulrazak Issoufou Alfaga | Mahama Cho          | Anthony Obame          |
| + 87 kg        | Abdoulrazak Issoufou Alfaga | Mahama Cho          | Roman Kusnezow         |

### Frauen
| Gewichtsklasse | Gold            | Silber                 | Bronze                    |
| -------------- | --------------- | ---------------------- | ------------------------- |
| - 46 kg        | Sim Jae-young   | Trương Thị Kim Tuyến   | Andrea Ramírez            |
| - 46 kg        | Sim Jae-young   | Trương Thị Kim Tuyến   | Napaporn Charanawat       |
| - 49 kg        | Vanja Stanković | Panipak Wongpattanakit | Wenren Yuntao             |
| - 49 kg        | Vanja Stanković | Panipak Wongpattanakit | Kristina Tomić            |
| - 53 kg        | Zeliha Ağrıs    | Tatjana Kudaschowa     | Dinorahon Mamadibragimova |
| - 53 kg        | Zeliha Ağrıs    | Tatjana Kudaschowa     | Inese Tarvida             |
| - 57 kg        | Lee Ah-reum     | Hatice Kübra İlgün     | Jade Jones                |
| - 57 kg        | Lee Ah-reum     | Hatice Kübra İlgün     | Nikita Glasnović          |
| - 62 kg        | Ruth Gbagbi     | Kimia Alisadeh         | Kim So-hee                |
| - 62 kg        | Ruth Gbagbi     | Kimia Alisadeh         | Tatiana Kuzmina           |
| - 67 kg        | Nur Tatar       | Paige McPherson        | Kim Jan-di                |
| - 67 kg        | Nur Tatar       | Paige McPherson        | Zhang Mengyu              |
| - 73 kg        | Milica Mandić   | Oh Hye-ri              | María Espinoza            |
| - 73 kg        | Milica Mandić   | Oh Hye-ri              | Reshmie Oogink            |
| + 73 kg        | Bianca Walkden  | Jackie Galloway        | Zheng Shuyin              |
| + 73 kg        | Bianca Walkden  | Jackie Galloway        | An Sae-bom                |

## Medaillenspiegel
| Platz  | Land                   | Gold | Silber | Bronze | Gesamt |
| ------ | ---------------------- | ---- | ------ | ------ | ------ |
| 1      | Südkorea               | 5    | 1      | 4      | 10     |
| 2      | Türkei                 | 2    | 1      | –      | 3      |
| 3      | Serbien                | 2    | –      | –      | 2      |
| 4      | Russland               | 1    | 4      | 2      | 7      |
| 5      | Vereinigtes Königreich | 1    | 1      | 3      | 5      |
| 6      | Volksrepublik China    | 1    | –      | 3      | 4      |
| 7      | Aserbaidschan          | 1    | –      | 1      | 2      |
| 8      | Deutschland            | 1    | –      | –      | 1      |
| 8      | Elfenbeinküste         | 1    | –      | –      | 1      |
| 8      | Niger                  | 1    | –      | –      | 1      |
| 11     | Vereinigte Staaten     | –    | 2      | –      | 2      |
| 12     | Iran                   | –    | 3      | 1      | 4      |
| 13     | Thailand               | –    | 1      | 2      | 3      |
| 14     | Usbekistan             | –    | 1      | 1      | 2      |
| 15     | Chinesisch Taipeh      | –    | 1      | –      | 1      |
| 15     | Vietnam                | –    | 1      | –      | 1      |
| 17     | Mexiko                 | –    | –      | 2      | 2      |
| 18     | Bulgarien              | –    | –      | 1      | 1      |
| 18     | Gabun                  | –    | –      | 1      | 1      |
| 18     | Italien                | –    | –      | 1      | 1      |
| 18     | Jordanien              | –    | –      | 1      | 1      |
| 18     | Kasachstan             | –    | –      | 1      | 1      |
| 18     | Kolumbien              | –    | –      | 1      | 1      |
| 18     | Kroatien               | –    | –      | 1      | 1      |
| 18     | Lettland               | –    | –      | 1      | 1      |
| 18     | Moldau                 | –    | –      | 1      | 1      |
| 18     | Niederlande            | –    | –      | 1      | 1      |
| 18     | Schweden               | –    | –      | 1      | 1      |
| 18     | Slowenien              | –    | –      | 1      | 1      |
| 18     | Spanien                | –    | –      | 1      | 1      |
| Gesamt | Gesamt                 | 16   | 16     | 32     | 64     |